# 까치소리
〈까치소리〉는 1966년 10월 《현대문학》 제142호에 발표한 김동리의 단편 소설이다. 내부에 또다른 이야기를 포함하는 액자식 구성이며, 저녁 까치소리는 운명론을 상징한다.

## 줄거리
나는 서점에서 나의 생명을 물려다오라는 책을 구입한다. 그 책은 부제로 '살인자의 수기'라고 적혀 있다. 그리고 이야기는 다음과 같다.
주인공 봉수는 일선에서 수십 번 죽음의 고비를 넘긴 제대 군인이다. 그가 끈질기게 살아 남은 것은 고향에 있는 애인 정순에 대한 사랑의 힘이었다고 할 수 있다. 봉수는 전쟁에서 살아날 가망이 없자 정순이를 보기 위해서 비굴한 방법(자해 행위)으로 제대를 한다. 그러나 제대해 보니 정순은 속임수에 넘어가 상호의 아내가 되어 있었다. 게다가 노모(老母)는 이상하게도 마을 회나무에서 까치가 울기만 하면 발작을 일으키며 죽여 달라는 소리를 연발한다. 그 때마다 봉수는 살의(殺意, 죽여주고 싶은 충동 같은 것)를 느낀다. 그러던 어느 날 상호를 만나 봉수는 정순과 만나게 해 줄 것을 요구하고, 상호는 봉수에게 용서를 빌고 기회를 약속한다. 
상호의 호의에 의해서 상호의 동생 영숙과 함께 정순을 만난 봉수는 정순에게 상호를 버리고 자기와 결혼할 것을 간청하고 정순은 기회를 보아 도망나올 것을 약속한다. 그러나, 봉수는 영숙이 그럴 수 없다는 정순의 편지를 전하자, 그때 갑자기 절망감과 까치 소리의 주술성에 의하여 야수적 충동에 휘말려 영숙을 껴안고, 그녀를 목졸라 죽인다.

## 원작으로 한 작품
- 《까치 소리》, 영화, 김수용 감독, 1967년 개봉